# Stjepan Bobek
Stjepan Bobek (Zagreb, 3 december 1923 — Belgrado, 22 augustus 2010) was een Kroatisch en Joegoslavisch voetbalspeler- en trainer. Hij wordt gezien als een van de beste voetballers uit het Joegoslavische tijdperk.
De spits bracht het merendeel van zijn carrière als speler door bij Partizan Belgrado, waar hij clubtopscorer aller tijden is met 403 doelpunten uit 468 wedstrijden. Hij wordt vooral herinnerd als aanvaller van het Joegoslavisch elftal, waar hij samen met Rajko Mitić een gevaarlijke voorhoede vormde. Met Joegoslavië kwam Bobek uit op het WK 1950 en het WK 1954. Met zijn 38 doelpunten in 63 interlands is hij topscorer van Joegoslavië. Nadien ging Bobek, met succes, aan de slag als trainer, voornamelijk in de Balkanlanden. Hij pakte prijzen met onder meer Partizan en Panathinaikos en was ook actief bij de aartsrivaal van de Griekse club, Olympiakos Piraeus. In 1995 werd hij uitgeroepen tot de grootste speler aller tijden van Partizan Belgrado. 
In 2009 kwam Bobeks biografie uit, geschreven door de Kroatische journalist Fredi Kramer. Een jaar later overleed Bobek op 86-jarige leeftijd in zijn geboorteplaats Belgrado.

## Palmares
Als speler
| Prva Liga                   | 2 | 1946/47, 1948/49       |
| Joegoslavische voetbalbeker | 4 | 1947, 1952, 1954, 1957 |

Als trainer
| Competitie           |             |                           |             |             |
| Competitie           | Aantal      | Jaar                      |             |             |
| FK Partizan          | FK Partizan | FK Partizan               | FK Partizan | FK Partizan |
| -------------------- | ----------- | ------------------------- | ----------- | ----------- |
| Prva Liga            | 3           | 1960/61, 1961/62, 1962/63 |             |             |
| Panathinaikos FC     |             |                           |             |             |
| Grieks landskampioen | 2           | 1963/64, 1964/65          |             |             |
| Griekse voetbalbeker | 1           | 1967                      |             |             |
| FK Vardar Skopje     |             |                           |             |             |
| Druga Liga           | 1           | 1978/79                   |             |             |